# Nightrage
Nightrage är ett svensk-grekiskt metalband som spelar melodiös death metal. Bandet bildades 2000 av gitarristen Marios Iliopoulos samt sångaren och gitarristen Gus G. Debutalbumet, Sweet Vengeance gavs ut 2003 av Century Media.

## Historia
Nightrage bildades i Thessaloniki, Grekland, år 2000 av gitarristerna Marios Iliopoulos och Gus G. Bandet flyttade senare till Göteborg. Inför det första albumet, Sweet Vengeance (2003), hade bandet kompletterats med Tomas Lindberg (tidigare At the Gates) på sång, Per Möller Jensen på trummor och Brice Leclercq på bas. På några spår bidrar Tom S. Englund (Evergrey) med rensång. 
Det andra fullängdsalbumet Descent into Chaos, gavs ut 2005, också på Century Media, och har en annan sättning med en mer permanent rytmsektion, med Fotis Benardo (Septic Flesh) på trummor och Henric Carlsson (Cipher System) på bas. Mikael Stanne från Dark Tranquillity framför rensång på spåret "Frozen".
I juli 2005 meddelades att Tomas Lindberg hade beslutat att lämna bandet på grund av svårigheterna att kombinera deltagandet i Nightrage med åtaganden i andra band och projekt (Disfear och The Great Deceiver). Jimmie Strimell ersatte Lindberg som bandets sångar. När Gus G. spelade med Arch Enemy på 2005 års Ozzfest-turné ersattes han av Pierre Lysell under Nightrages turnéer. Även när bandet turnerade som support till Bolt Thrower var Gus delvis frånvarande och ersattes då av Christian Muenzer (Christian Münzner) från Necrophagist. I mars 2006 lämnade Gus G. bandet permanent för att helt fokusera på Firewind. Vid samma tid lämnade även Fotis Benardo Nightrage till förmån för det återförenade Septic Flesh. Han ersattes på trummor av Alex Svenningson.
Nightrage tredje album, A New Disease Is Born, gavs ut 12 mars 2007 av Lifeforce Records. Förutom gitarristen Marios Iliopoulos är banduppsättningen helt ny jämfört med tidigare album, med sångaren Antony Hämäläinen, Olof Mörck på gitarr, Anders Hammer på bas och Jo Nunez på trummor. Producent för skivan var Jacob Hansen. En video för låten "Scathing" gjordes och producerades av Bob Katsionis.

## Medlemmar
Nuvarande medlemmar
- Marios Iliopoulos – gitarr (2000– )
- Ronnie Nyman – sång (2014– )
- Magnus Söderman – gitarr (2016– )
- Francisco Escalona – basgitarr (2017– )
- Dino George Stamoglou – trummor (2018– )

Tidigare medlemmar
- Gus G. (Konstantinos Karamitroudis) − gitarr, (2000–2006), sång (2000–2003)
- Brice LeClercq − basgitarr (2003–2004)
- Tomas Lindberg – sång (2003–2005)
- Henric Carlsson – basgitarr (2004–2007)
- Fotis Benardo (Fotis Giannakopoulos) −  trummor (2004–2006)
- Jimmie Strimmell – sång (2005–2007, 2013)
- Alex Svenningson – trummor (2006–2007)
- Johan Nunez – trummor (2007–2013)
- Constantine – gitarr (2007)
- Olof Mörck – gitarr (2007–2013)
- Antony Hämäläinen – sång (2007–2013)
- Anders Hammer – basgitarr (2008–2017)
- Lawrence Dinamarca – trummor (2016–2018)

Turnémedlemmar
- Jesper Strömblad – gitarr (2013– )
- Christofer Barkensjö – trummor (2014– )
- Nicholas Barker − trummor (2003)
- Pierre Lysell − gitarr (2005–2006)
- Christian Münzner − gitarr (2006)
- Morten Løwe Sørensen – trummor (2007)
- Esben Elnegaard Kjær Hansen – sång (2007)
- Johnny Haven – sång (2007)
- Bill Hudson – gitarr (2011)
- Snowy Shaw (Tommy Mike Christer Helgesson) – trummor (2012)
- Conny Pettersson – trummor (2012)
- CJ Cussell (Christopher Jon Cussel) – gitarr (2012)
- Marcus Rosell – trummor (2013)
- Tomas Lindberg – sång (2013)
- Ronnie Nyman – sång (2013–2014)

Sessionsmedlemmar
- Per Möller Jensen − trummor
- Tom S. Englund – sång
- Mikael Stanne – sång

## Diskografi
Demo
- Demo – 2001
- Demo 2 – 2002
- Demo 3 – 2002

Studioalbum
- Sweet Vengeance – 2003
- Descent Into Chaos – 2005
- A New Disease Is Born – 2007
- Wearing A Martyrs Crown – 2009
- Insidious – 2011
- The Puritan – 2015
- The Venomous – 2017
- Wolf to Man – 2019
- Abyss Rising – 2022
- Remains Of A Dead World – 2024

EP
- Macabre Apparitions – 2011

Singlar
- "Kiss of a Sycophant" – 2015
- "Desperate Vows" – 2015
- "Stare into Infinity" – 2015
- "Foul Vile Life" – 2015
- "The Venomous" – 2016
- "Affliction" – 2017
- "In Abhorrence" – 2017
- "Bemoan" – 2017
- "By Darkness Drawn" – 2018
- "The Damned" – 2019

Samlingsalbum
- Vengeance Descending – 2010